# سقوط دولة الهان
سقوط دولة الهان هو ما حدث في فترة التاريخ الصيني من 189 إلى 220 بعد الميلاد، فترة حكم دولة الهان الأخيرة في عهد الملك شيان. وفي هذه الفترة، اضطربت البلاد وقسمت من جراء ثورة الفلاحين.